# Organisation Ukrainischer Nationalisten

Wappen der OUN-M

Flagge der OUN-M

Wappen der OUN-B

Flagge der OUN-B

Die Organisation Ukrainischer Nationalisten (ukrainisch Організація українських націоналістів; deutsche Abkürzung: OUN) war eine extrem nationalistische Organisation, deren Ziel eine unabhängige Ukraine war. 1929 als Sammelbecken verschiedener nationalistischer Gruppen und Weltkriegsveteranen in Wien gegründet, organisierte sie vor allem im damals zu Polen gehörenden Galizien terroristische Anschläge gegen polnische Einrichtungen, Behörden und Beamte sowie gegen mit den Polen kooperierende Ukrainer. Nach der Ermordung des Innenministers Bronisław Pieracki 1934 ging die polnische Regierung massiv gegen die OUN vor, woraufhin mehrere lokale OUN-Führer zu langen Haftstrafen verurteilt wurden. Im Vorfeld und zu Beginn des Zweiten Weltkriegs kooperierte die OUN mit der deutschen Abwehr und beteiligte sich sowohl 1939 wie auch 1941 an den deutschen Überfällen auf Polen und die Sowjetunion.
Ihr Ziel war die Unabhängigkeit der Ukraine. Sie entstand durch den Zusammenschluss der Ukrainischen Militärischen Organisation (UWO) mit verschiedenen kleineren rechtsgerichteten Gruppen sowie ukrainischen Nationalisten wie etwa Dmytro Donzow (1883–1973), Jewhen Konowalez (1891–1938) und Mykola Sziborskyj (1897–1941).
Während des Zweiten Weltkriegs spaltete sich die OUN 1940 in eine von Andrij Melnyk geführte Organisation – genannt „Melnykisten“ (OUN-M) – und die „Banderisten“ (OUN-B) unter Führung von Stepan Bandera. OUN-B-Angehörige zogen in den Bataillonen „Nachtigall“ und „Roland“ aufseiten der deutschen Wehrmacht im Krieg gegen die Sowjetunion in die ukrainischen Stammlande. OUN-M-Mitglieder stellten die Freiwilligen für die Waffen-SS-Division „Galizien“. Die OUN-B stellte 1942 die Ukrainische Aufständische Armee als Partisanenarmee auf, die gegen die Polnische Heimatarmee und noch bis Anfang der 1950er-Jahre gegen die Sowjetunion kämpfte. Nach dem Zweiten Weltkrieg existierte die OUN im Exil in westlichen Ländern. Der 1992 gegründete Kongress Ukrainischer Nationalisten (KUN) sieht sich als Nachfolger der OUN.

## Vorgeschichte

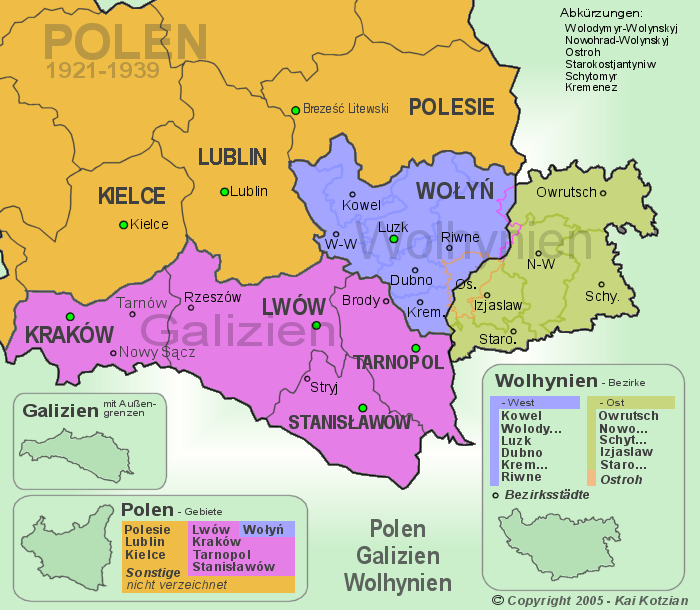
Die südöstlichen Gebiete Polens nach 1921: In Ostgalizien und Wolhynien lebten mehrheitlich Ukrainer

In der Habsburgermonarchie wurden Ukrainer und andere ostslawische Volksgruppen als „Ruthenen“ bezeichnet. In Ostgalizien entstand im 19. Jahrhundert ein „ruthenisches“ Bildungswesen. Ruthenisch/ukrainische Volksbildungsgesellschaften (Proswita), Pfadfindervereine (Sitsch, Plast) und bäuerliche Wirtschaftsgenossenschaften konnten sich frei entfalten.
Im Ersten Weltkrieg stellte die österreichisch-ungarische Armee Verbände von Freiwilligen aus „Ruthenen“ auf, die Sitscher Schützen genannt wurden. Darunter befand sich auch, vielleicht zum ersten Mal im 20. Jahrhundert, eine Frauenkompanie. Nach dem Ende des Ersten Weltkriegs bildeten diese Einheiten den Kern der Streitkräfte der westukrainischen Volksrepublik. Deren Territorium, hauptsächlich der östliche Teil Galiziens, wurde jedoch auch vom 1918 neu begründeten Polen beansprucht und 1919 militärisch besetzt. Aus demobilisierten Soldaten der westukrainischen Volksrepublik bildete Oberst Jewhen Konowalez, im Ersten Weltkrieg Kommandant der Sitscher Schützen aus der Bukowina, 1920 die „Ukrainische Militärische Organisation“ (Ukrajinska Wijskowa Orhanisazija, UWO), die im Untergrund gegen den polnischen Staat in Ostgalizien kämpfte. Nachdem sich die Vorstellungen einer unabhängigen West-Ukrainischen Volksrepublik (Ost-Galizien, Nord-Bukowina und Transkarpatien) nicht hatten durchsetzen lassen – im Vertrag von Riga 1921 (Beendigung des Polnisch-Sowjetischen Kriegs) fiel das Gebiet der Westukraine an Polen, Rumänien und die Tschechoslowakei – versuchte die UWO den Kampf um eine unabhängige Ukraine fortzusetzen.
Die „Ruthenen“ Ostgaliziens, die nach der Volkszählung von 1910 knapp zwei Drittel der Bevölkerung stellten, fühlten sich überwiegend als Teil der ukrainischen Nation und empfanden die polnische Herrschaft als Okkupation. Die polnische Republik verabschiedete zwar im Jahr 1922 ein Gesetz über die Teilautonomie Ostgaliziens, es wurde jedoch nie umgesetzt. Weder wurde eine territoriale Selbstverwaltung eingerichtet, noch höhere Bildungseinrichtungen. Das Bildungswesen wurde weitgehend polonisiert, die Schulen waren polnischsprachig oder zweisprachig organisiert. In ukrainisch bewohnten Gebieten wurden polnische Bauern angesiedelt. Die ukrainischen Parteien reagierten zunächst mit einem Wahlboykott, im Untergrund wurde eine ukrainische Universität eingerichtet.
Die UWO begann einen Guerillakrieg gegen den polnischen Staat. Sie verübte Sabotageakte und Überfälle auf Post und Eisenbahn und Angriffe auf polnische Landgüter. Ein 1921 versuchtes Attentat auf den polnischen Staatschef Józef Piłsudski scheiterte. Der polnische Staat reagierte mit „Pazifizierungsaktionen“: Angriffe der Armee auf ukrainische Dörfer und Verhaftungen ukrainischer Politiker und vermeintlicher UWO-Anhänger. Die 24-jährige Olha Basarab, ein früheres Mitglied der Sitsch-Frauenkompanie, wurde 1924 bei einem Polizeiverhör getötet. Sie wurde zur „Märtyrerin“ der UWO. Der UWO gelang es, den Pfadfinderverband „Plast“ zu beeinflussen und durch ihn Nachwuchs zu rekrutieren. Trotzdem war ihr Guerillakrieg nicht überall populär. Weil Kultur- und Wirtschaftsorganisationen der Ukrainer, anders als in der Sowjetunion, weiterbestehen durften, gewannen politische Kräfte an Boden, die für eine Zusammenarbeit mit der polnischen Republik plädierten. Die Unierte Kirche unter dem populären Metropoliten Andrej Scheptyzkyj ging zur UWO auf Distanz. Deren Führung hatte über geflüchtete Offiziere jedoch Kontakte in die Tschechoslowakei, nach Litauen und nach Deutschland aufgebaut. Die deutsche Reichswehr führte bereits 1923 geheime Ausbildungskurse für die UWO in München durch. Viele UWO-Aktivisten flohen ins Ausland.
Nach dem Ende des ersten ukrainischen Staats, der Ukrajinska Narodna Respublika (Ukrainische Volksrepublik), hatten sich verschiedene Emigrationszentren gebildet, unter anderem um Ataman Petljura in Paris und Warschau und um Hetman Skoropadskyj in Berlin. Nach der Ermordung Petljuras im Mai 1926 (ein Racheakt eines jüdischen Anarchisten für Petljuras vermutete Schuld an antisemitischen Pogromen) vollzog die ursprünglich eher liberal oder links eingestellte Emigration zunehmend eine Wende nach rechts. Zum wichtigsten Ideengeber der OUN wurde Dmytro Donzow, der bis 1939 in Lwiw (Lemberg) die renommierte Zeitschrift Wistnyk herausgab. Ursprünglich ein aus der Ostukraine stammender Sozialist wurde er zum Befürworter eines „integralen Nationalismus“: Der Einheit (sobornist) und Unabhängigkeit der Ukraine sollten alle übrigen politischen Ziele untergeordnet werden. Erreicht werden sollte dieses Ziel mit amoralnist (Unmoralität), d. h. durch Bündnisse mit ausnahmslos jedem Gegner Großrusslands. „Anstelle von Pazifismus […] die Idee von Kampf, Expansion, Gewalt […] ein fanatischer Glaube an die eigene Wahrheit, Exklusivität, Härte. Anstelle von Partikularismus, Anarchismus und Demo-Liberalimus – die Interessen der Nation über allem“, forderte er in seinem 1926 erschienenen Buch Nazionalism. OUN-Mitglied wurde er jedoch nicht.

## Die OUN bis zum Zweiten Weltkrieg

### Die politischen Beziehungen zu Deutschland und Polen
Vom 28. Januar bis 3. Februar 1929 wurde in Wien der 1. Kongress ukrainischer Nationalisten abgehalten. Teilnehmer waren, in Zusatz zu der UWO, der seit 1926 in Galizien aktive „Bund der Ukrainischen Nationalistischen Jugend“ (SUNM) sowie weitere kleinere Organisationen und Einzelpersonen des ukrainisch-nationalistischen Spektrums. Zum Abschluss dieses Kongresses gründeten sie als Sammelbecken die Organisation Ukrainischer Nationalisten: OUN. Ihr Vorsitzender wurde Jewhen Konowalez, der mit dem Titel Prowidnyk („Führer“) angesprochen wurde [das Führungsorgan der OUN in der Region wurde – Krajowyj Prowid genannt] und sich bis zu seiner Ermordung 1938 im Exil in Berlin, Genf und Italien aufhielt. Als Kern des Programms der OUN wurden die von Stepan Lenkawskyj (SUNM) formulierten „Zehn Gebote des ukrainischen Nationalisten“ – in leicht entschärfter Fassung – beschlossen (sogenannter „Dekalog“, siehe unten).
Bereits im Jahr der Gründung begann die OUN mit dem bewaffneten Kampf gegen den polnischen Staat. Dabei genoss sie die Unterstützung der deutschen Reichswehr und Litauens. Es wurden Anschläge auf staatliche Funktionäre, Brandschatzungen und Gleisdemontagen durchgeführt. Erst im Herbst 1930 kam es zu massivem militärischen Eingreifen des polnischen Staates. Dies führte zu einer weiteren Verhärtung der Positionen, so dass die OUN Zulauf von jungen Ukrainern erhielt. Im August 1931 wurde Tadeusz Hołówko, Leiter der Ostabteilung des polnischen Außenministeriums, polnischer Koordinator von „Prometheus“ und Vertreter eines liberalen Kurses gegenüber der ukrainischen Minderheit, von der OUN erschossen.
Zunächst versuchte die OUN, den polnischen Staat zu destabilisieren, und intensivierte ihre Guerillatätigkeit in Polen, wobei ihr die Verschlechterung der wirtschaftlichen Lage zugutekam. 1932 organisierte sie einen Bauernaufstand im Kreis Lesko, der von 4000 Soldaten und Polizisten mithilfe der Luftwaffe niedergeschlagen wurde. Bei den „Pazifizierungsaktionen“ wurden Ukrainer von der Polizei geschlagen und Häuser und Dörfer zerstört, sie vertieften die Feindschaft zwischen Polen und Ukrainern und schädigten das Ansehen Polens im Ausland, ohne jedoch die OUN zerschlagen zu können.
Am 21. Oktober 1933 verübte ein OUN Mitglied, Mykola Lemyk, ein Attentat auf Aleksei Mailow, einen OGPU-Agenten und Sekretär des Konsulats der Sowjetunion in Lwiw, was als Protest gegen den Holodomor verkündet wurde. Zu diesem Zeitpunkt hatten Polen und die Sowjetunion bereits den Polnisch-sowjetischen Nichtangriffspakt (1932) unterzeichnet.
Die OUN ließ Mordanschläge auf polnische Politiker verüben, so 1934 auf den Innenminister Pieracki, sowie auch auf mit den Polen kooperationswillige Ukrainer. Daraufhin wurde der Druck der polnischen Republik auf die Ukrainer weiter verstärkt und über 90 griechisch-orthodoxe Kirchen wurden zerstört. Zwölf Mitglieder der OUN, darunter Stepan Bandera, wurden im Rahmen des „Warschauer Prozesses“ (1935–1936) vor Gericht gebracht. Grundlage für den Prozess war das sogenannte „Senyk Archiv“, das von den tschechoslowakischen Behörden übergeben wurde.
Eine weitere Folge der Ermordung des Ministers war die Einrichtung in 1934 von Bereza Kartuska, das sowohl als Isolationslager als auch als Konzentrationslager bezeichnet wird.
Nachdem es 1935 trotzdem zu einer Annäherung zwischen gemäßigten Ukrainern und Piłsudski kam, verschlechterte sich das polnisch-ukrainische Verhältnis 1938/39 erneut: Ukrainer wurden aus dem öffentlichen Dienst entlassen, orthodoxe ukrainische Kirchen katholisiert oder geschlossen.
Die OUN hatte in der Zwischenzeit ihre Kontakte nach Deutschland, vor allem zur Reichswehr und deren Abwehrchef Admiral Canaris ausgebaut. 1933 versuchte die OUN, in Zusammenarbeit mit der Reichswehr, das 1926 in Berlin gegründete „Ukrainische Wissenschaftliche Institut“ (UWI) unter ihrer Kontrolle zu bekommen, was aber misslang. Die NSDAP pflegte in der Folgezeit eher ihre Beziehungen zur „Hetman-Organisation“ Skoropadskis, die das UWI kontrollierte. Der OUN-Vorsitzende Konowalez versuchte ein europaweites Beziehungsnetz aufzubauen, um einseitige Abhängigkeiten zu vermeiden. Nach seiner Ermordung 1938, welche sowjetischen Agenten angelastet wurde, steuerte die OUN unter ihrem neuen Vorsitzenden Andrij Melnyk einen ausgesprochen prodeutschen Kurs.
Nachdem die Kommunistische Internationale Deutschland und Japan 1935 bei einem Kongress in Moskau zu Hauptfeinden deklariert hatte, begann sich das deutsch-sowjetische Verhältnis zu verschlechtern. Im Gegenzug bildete sich eine Achse Berlin-Tokio, weil auch die Japaner einen Krieg mit der Sowjetunion befürchteten. Der im November 1936 geschlossenen Deutsch-Japanische Antikominternpakt sollte die von Moskau gesteuerte kommunistische Internationale eindämmen. Bedeutend in dieser Propaganda-Arbeit waren die den deutschen Rasse-Idealen entsprechenden deutschen Mennoniten. Die Mennoniten wurden von Georg Leibbrandt (Außenpolitisches Amt der NSDAP, APA), Adolf Ehrt (Antikomintern) und Eugen Dürksen (APA und Wehrmacht-Propaganda) besonders gefördert. Alle drei stammten aus mennonitischen Siedlungsgebieten der Südukraine.
Ergänzend zum Antikominternpakt hatte die Abwehr unter Wilhelm Canaris mit dem japanischen Militärattaché Hiroshi Oshima im Mai 1937 ein Deutsch-Japanisches Militärabkommen geschlossenen. Darin ging es um den geheimen Nachrichtenaustausch und die Zersetzungsarbeit gegen die Sowjetunion. Für die Zersetzungsarbeit waren die Unabhängigkeitsbewegungen in der Sowjetunion essenziell. Damit wurde die OUN wieder interessant. Japaner und Deutsche hatten einen fünf-Jahres-Plan entwickelt, der von Propaganda bis hin zu Sabotage reichte und die Minderheiten der Völker der Sowjetunion betraf.

### Kontrolle durch die SS
Die Deutschen übertrugen am 1. Dezember 1938 die Führung der „Ukrainische Vertrauensstelle“ dem Deutsch-Österreicher und NSDAP-Mitglieds Dr. Mykola (Nikolai) Sushko in Berlin, Bayerischer Platz 3. Mykola Sushko ist nicht zu verwechseln mit Roman Sushko, der für die Abwehr II eine ukrainische Einheit aufbaute. Die Vertrauensstelle war im Prinzip eine Art Konsulat für die heimatlosen Ukrainer, die hier Ausweise, Visa, Wohnsitzwechsel oder Arbeitserlaubnisse beantragen mussten. Über das Reichsinnenministerium hatte als dessen verlängerter Arm die Gestapo die Aufsicht über die Vertrauensstellen. Für die Vertrauensstellen war das Sachgebiet II B 3 im Gestapo-Amt unter Dr. Rudolf Lange, ab Februar 1939 unter Dr. Walter Jagusch verantwortlich. Auch der SD beobachtete die Ukrainer. Im Wannsee-Institut des SD, das sich mit Osteuropa befasste, war für die sowjetische und kaukasische Emigration der aus Leipzig kommende Erich Hengelhaupt ab November 1938 zuständig.

### Die Karpatho-Ukraine

Karpato-Ukraine: Das rot umrandete Gebiet wurde nach dem Ersten Wiener Schiedsspruch von Ungarn annektiert.

Das doppelte Spiel des nationalsozialistischen Deutschlands mit den Ukrainern wurde bei der Zerschlagung der Tschechoslowakei deutlich. Die ukrainischen Nationalisten, die auf die Zusammenarbeit mit Hitler setzten und auf deutsche Hilfe bei der Erlangung einer Groß-Ukraine hofften, wurden im März 1939 schwer enttäuscht. Der östlichste Teil der Tschechoslowakei, die Karpato-Ukraine, wurde nach dem Münchener Abkommen autonom. Einerseits unterstützte Deutschland die autonome Region mit Handelsabkommen, aber andererseits gaben deutsche Stellen Ungarn grünes Licht zur Annexion, zunächst von Teilgebieten.
Nach der Zerschlagung der Tschechoslowakei durch Hitler 1939 erklärte der karpatoukrainische Ministerpräsident Awgustyn Woloschyn sein Land am 14. März 1939 für unabhängig und wurde am 15. März vom Soim zum Präsidenten ernannt. Woloschyn bat Hitler, die Region unter seinen Schutz zu stellen. Die Unabhängigkeitserklärung war allerdings angesichts des ungarischen Einmarsches nur eine symbolische Geste, die unabhängige Karpato-Ukraine wurde schon am 16. März 1939 von Ungarn besetzt und das gesamte Gebiet mit deutscher Zustimmung annektiert. Die paramilitärische Karpaten-Sitsch leistete den einmarschierenden Ungarn kurzzeitig Gegenwehr. Allerdings litt sie schlecht ausgebildet und schlecht ausgerüstet unter der unerfahrenen Führung durch zwei OUN-Leute (Iwan Rohatsch und Stepan Rossocha), die sich selbst zu Oberstleutnanten erklärt hatten, obwohl sie nie Militärdienst geleistet hatten.

### Die OUN und die Beziehungen zur Abwehr

#### Frühe Beziehungen bis 1934
Der für die Arbeit mit Dissidenten zuständige Major von Voss hielt im Auftrag der Abwehr des Reichswehrministeriums insbesondere gute Kontakte zu den ukrainischen Separatisten um Jewhen Konovalez. Diese Kontakte bestanden bereits seit 1923, waren aber 1928 auf Weisung des Reichswehrministeriums unterbrochen worden. Nach einem Wechsel in der Führung des Ministeriums wurden sie 1932 wiederbelebt. Das führte Ende 1932 zu einem Treffen zwischen dem Haupt-V-Mann der Abwehr Richard „Riko“ Jary, dem Major von Voss, Abwehr-Chef, Kapitän zur See Conrad Patzig und dem OUN-Führer Jewhen Konovalez. Danach erhielten die Ukrainer finanzielle Unterstützung sowie eine Ausbildung in Sabotage gegen Polen und die Sowjetunion. Im Gegenzug lieferten die Ukrainer Informationen.
Nach der Machtergreifung durch die Nationalsozialisten änderte sich das gravierend. Die NSDAP war nicht gewillt, sich von Angehörigen der Wehrmacht in die künftige Gestaltung der Ostpolitik hineinreden zu lassen. Nach dem von Hitler gewünschten Deutsch-Polnischen Nichtangriffspakt durfte Major von Voss 1934 jedoch ein Referat in der Untergruppe I S der Gruppe Abwehr aufbauen, das sich mit den Minoritäten in Europa befasste. Die Kontakte zur OUN brachen so nicht völlig ab, sie wurden auf Sparflamme weitergeführt. Der Tiefpunkt in den Beziehungen des Reichs zur OUN war im Juni 1934 erreicht, als ein Attentäter im Auftrag der OUN den polnischen Innenministers Bronislaw Pieracki in Warschau erschoss. Auf polnischen Wunsch kam es zur Auslieferung des OUN-Führers Mykola Lebed, der tatsächlich in die Attentatspläne eingeweiht war. In den Jahren 1935/36 kamen danach zwölf führende OUN-Mitglieder in Polen vor Gericht und erhielten langjährige Freiheitsstrafen. Drei Todesurteile wurden verhängt, darunter das gegen Lebed, jedoch nicht vollstreckt. Deutschland hatte im Interesse eines Ausgleichs mit Polen die OUN offiziell fallengelassen. Am 1. November 1935 übernahm der Hauptmann i. G. Helmuth Groscurth die Untergruppe I S mit ihren drei Referaten, die 1937 zur Gruppe VII vergrößert wurde. Major von Voss war nun einer von drei Referatsleitern, durfte trotz langjähriger Erfahrung aber nicht die Führung dieser Gruppe übernehmen.

#### Wiederaufnahme der Kontakte Abwehr – OUN
Nach Abschluss des Deutsch-Japanischen Geheimdienstabkommens 1937 fanden mehrere Treffen von Konovalez mit führenden Mitarbeitern der Abwehr statt. Die für Sabotage und Zersetzung zuständige Abwehrabteilung II wurde unter Helmuth Groscurth ausgebaut. Groscurth erhielt erneut den Auftrag zur Zusammenarbeit mit den Ukrainern. Groscurth wie auch sein Stellvertreter, Erwin Stolze, nahmen an den Gesprächen mit Konovalez und Richard Jary teil. Die Ukrainer bekamen finanzielle Mittel von der Abwehr. Auf deutscher Seite war es wichtig, Verbündete für die Untergrund- und Sabotagearbeit in Osteuropa gemäß den deutsch-japanischen Plänen zu erhalten.
Mit Stand 1937 waren es die Abwehrstellen in Breslau und Königsberg, deren Arbeit sich vorwiegend gegen Polen richtete. Nach dem Anschluss Österreichs 1938 kam noch die Abwehrstelle Wien dazu. Die Österreicher hatten beste Kontakte zu den Ukrainern, nachdem das ukrainische Kernland viele Jahre zu Österreich gehört hatte. Nach dem Anschluss Österreichs 1938 übernahm Oberst Erwin Lahousen im Januar 1939 die Abwehr II von Helmuth Groscurth und damit die Verbindungen zur OUN. Lahousen war zudem ein Schulkamerad von Richard Jary. Für die Arbeit mit den Minderheiten in Osteuropa begann die Abwehr Ostwissenschaftler in die Kontakte einzubeziehen. Das Osteuropa-Institut der Universität Breslau erhielt 1937 mit Prof. Hans Koch einen Vertrauensmann der Abwehr II als Leiter, der aus dem galizischen Lemberg stammte und im Polnisch-Ukrainischen Krieg ebenso wie Jary in der ukrainischen Armee gedient hatte.
Zentrale dieser Kontakte zwischen der OUN und der Abwehr war ab 1937 die Abwehrstelle in Breslau. Die Abwehrstelle wurde von 1937 bis März 1939 von Hauptmann Hans-Jürgen Dingler geführt. Für die Abwehr II in Breslau war ab Oktober 1938 Hauptmann Wilhelm Ernst zu Eikern verantwortlich. Zu den bedeutenden Angehörigen der Abwehr II in Breslau gehörten neben Hans Koch vormalige Angehörige des schlesischen Bildungszentrums Boberhaus, darunter Hans Dehmel und Hans Raupach, die schon in den 20er Jahren über die deutsche Jugendbewegung Kontakte nach Südosteuropa aufgebaut hatten.

#### Die Sowjetische Gegenreaktion
Josef Stalin und sein Geheimdienstchef Nikolai Jeschow wussten durch Abfangen der japanischen Depeschen von den deutsch-japanischen Plänen und durch Agenten auch von den Verbindungen der Abwehr zur OUN. Der aus Melitopol in der Ukraine stammende Pawel Sudoplatow erhielt den Auftrag, sich in die OUN in Berlin einzuschleichen, das Vertrauen der Ukrainer zu gewinnen und Konowalez zu beseitigen. Sudoplatow schilderte den von Stalin persönlich erteilten Auftrag so:
„Es geht hier nicht um einen Akt der Vergeltung, auch wenn Konovalez der Agent des deutschen Faschismus ist. Unser Ziel ist, am Vorabend des Krieges die Bewegung des ukrainischen Faschismus führungslos zu machen und diese Verbrecher dazu zu bringen, sich im Kampf um den Führungsanspruch gegenseitig auszulöschen.“
Am 23. Mai 1938 übergab Sudoplatow in Rotterdam ein Geschenk mit Zeitzünderbombe an Konowalez, bei dessen Explosion Konowalez umkam. Sudoplatow erhielt dafür den Orden Roter Stern und die Beförderung zum stellvertretenden Leiter der Auslandsabteilung des NKWD. Wie Stalin voraussah, hatte die OUN erhebliche Schwierigkeiten, Konowalez zu ersetzen. Es dauerte bis zum Oktober 1938, ehe man sich auf Andrei Melnyk als Nachfolger einigte.

#### Die Abwehr in Wien und die OUN
Nach dem Anschluss Österreichs wurde Hans Koch Verbindungsoffizier zur Abwehrstelle in Wien, die nach dem Anschluss Österreichs im Mai 1938 gebildet worden war. Der aus Breslau kommende Hans Dehmel übernahm die Abwehr II in Wien. In Wien hatte Dehmel sich mit den Minoritäten in der Karpatho-Ukraine zu befassen. Anfang 1939 nahm der OUN-Führer Jewhen Vrećona als Sicherheitschef der Karpatska Sich der OUN in den Karpaten am Aufstand gegen die Ungarn teil und wurde inhaftiert. Die OUN war jedoch für die Abwehr II im Vorfeld des Polenfeldzugs von immenser Bedeutung, denn Vrećona, der zudem ein enger Freund von OUN-Führer Jewhen Konovalez war, sollte mit seinen Leuten dafür zum Einsatz kommen. Mejor Dehmel bekam Order von der Abwehr II, ihn freizubekommen. Dehmel bemühte sich bei den Ungarn sehr um Vrećonas Freilassung und die seiner Kameraden, die tatsächlich am 7. Juni 1939 erfolgte.
Parallel dazu verhandelte der Chef der Abwehr II, Oberst Lahousen, Mitte Juni 1939 mit Roman Sushko, dem Leiter der Militärsektion des OUN-Exekutivbüros über den möglichen Einsatz der OUN-Leute in Polen im Rahmen der Abwehr II. Lahousen und Sushko einigten sich rasch und etwa 500-600 Mann der OUN erhielten in Lagern in Österreich eine Militärausbildung, die unter dem Tarnnahmen „Bergbauernhilfe“ erfolgte. Der soeben mit Unterstützung von Dehmel befreite Jewhen Vrećona wurde einer der Ausbilder und Dehmel erhielt den Auftrag, die Zusammenarbeit der Abwehr II in Wien mit Sushko in Sachen Bergbauernhilfe zu koordinieren.

#### Angriffsvorbereitungen und Polen-Feldzug
Hans Koch hielt währenddessen im Auftrag der Abwehr II Verbindung zu seinem ehemaligen Offizierskollegen Alfred Bisanz im polnischen Lemberg, der dort im Auftrag der Abwehr ein Agentennetz zu einer ukrainischen Gruppe aufbaute und hielt. Am 30. Mai 1939 berichtete die Abwehrstelle Breslau zum Stand der Abwehr-II-Organisation in Polen, dass zu den von der Abwehrstelle im Wehrkreis VIII geführten ukrainischen Organisationen eine unter Führung des ukrainischen Oberst Bisanz war. In einem Monatsbericht vom 30. Juni 1939 meldete Breslau dazu:
„Das Gebiet von Lemberg bis Kolomea wurde von Bisanz durchorganisiert und 4000 Mann aufgestellt. Das Gebiet westlich von Lemberg bis zur slowakischen Grenze wird derzeit organisiert und werden nach den befohlenen Richtlinien die Gruppen aufgestellt.“ 
Koch wurde im August 1939 zur Wehrmacht als Abwehr-Offizier eingezogen. Die von Bisanz rekrutierten aufständischen Ukrainer kamen jedoch nach Kriegsbeginn nicht zum Einsatz. Bisanz und einige seiner Getreuen setzen sich danach auf die deutsche Seite ab.
Ähnlich erging es der von OUN-Führer Roman Sushko unter dem Decknamen „Bergbauernhilfe“ ausgebildeten ukrainischen Verband der Abwehrstelle Wien unter Major Hans Dehmel und dem OUN-Führer Jewhen Vrećona. Die Bergbauernhilfe unter Roman Sushko wurden auf Anweisung des Auswärtigen Amtes zurückgepfiffen, nachdem der Deutsch-Sowjetische Nichtangriffspakt unterzeichnet worden war. Nachdem man nun davon ausgehen konnte, dass die Sowjetunion ebenfalls in Polen einmarschieren würde, war man auf die Ukrainer nicht mehr angewiesen. Die bereits im ukrainischen Kernland stehenden Verbände der Bergbauernhilfe wurden kampflos wieder auf die Westseite des San zurückgezogen.

## Die OUN im Zweiten Weltkrieg
Wie im Geheimen Zusatzprotokoll zum Hitler-Stalin-Pakt vereinbart, wurden beim deutsch-sowjetischen Überfall auf Polen zu Beginn des Zweiten Weltkriegs 1939 Ostgalizien und Westwolhynien von der Roten Armee besetzt. Gemäßigte ukrainische Politiker solidarisierten sich mit der polnischen Republik. Die OUN dagegen verzichtete auf einen in Galizien geplanten militärischen Aufstand gegen die polnische Herrschaft, um nunmehr gegen die sowjetischen Truppen zu kämpfen. Es folgten 1940/41 vier große Deportationswellen aus den sowjetisch gewordenen Gebieten, denen nach Schätzung der polnischen Exilregierung über 600.000 Menschen zum Opfer fielen.
Westgalizien wurde Teil des deutschen Generalgouvernements mit der Hauptstadt Krakau. Als Vertretung der Ukrainer rief die deutsche Besatzungsmacht einen „Ukrainischen Hauptausschuß“ ins Leben, an dem die OUN jedoch nicht beteiligt wurde. Deren Kader wurden jedoch aus polnischen Gefängnissen freigelassen.
Auf einem Treffen am 10. Februar 1940 in Krakau riefen nach vorhergehenden ergebnislosen internen Verhandlungen die Gruppe um Stepan Bandera, Roman Schuchewytsch, Jaroslaw Stezko, und andere, meist jüngere OUN-Mitglieder mit Erfahrung im Untergrundkampf, eine Revolutionäre Führung (rewoljutsijnyi prowid) aus. Ein erneuter Einigungsversuch mit Melnyk am 5. April scheiterte, worauf hin Melnyk Bandera am 8. April vor das OUN-interne Revolutionstribunal stellte und Bandera am gleichen Tag in einem Rundschreiben an die OUN-Mitglieder mitteilte, dass die Revolutionsführung Melnyk abgesetzt und Bandera zum neuen Führer erklärt habe. Als Reaktion darauf schloss das Revolutionstribunal Bandera aus der OUN aus. Damit spalteten sie die OUN in die sogenannten „Banderisten“ (OUN-B) und die „Melnykisten“ (OUN-M), meist ältere Emigranten. Beide Fraktionen bekämpften sich seither erbittert.
Vom 31. März bis 3. April 1941 hielt die OUN-B in Krakau den Zweiten Großen Kongress der ukrainischen Nationalisten ab, auf dem sich die OUN-B zur einzig legitimen Fraktion erklärte und dass der Nationalismus die einzig legitime ukrainische politische Bewegung sei. Dabei legten sie politische Ziele fest, wie „das ukrainische Land ist für die Arbeiter, die Fabriken und Anlagen für die ukrainischen Arbeiter, das ukrainische Brot für das ukrainische Volk“. Der Kongress beschloss faschistische Grundsätze und Rituale, die fortan für alle Mitglieder der Bewegung verpflichtend war und nach Gründung eines ukrainischen Staates auch für alle Bürger. Dazu gehörte die rot-schwarze, Blut und Boden symbolisierende Flagge, sowie als Grußformel den faschistischen Gruß, bei dem der rechte Arm „leicht nach rechts, leicht über den Scheitel“ gehoben und „Ruhm der Ukraine!“  (Slawa Ukraini) gerufen wurde, auf den mit „Ruhm den Helden!“ (Herojam Slawa) zu antworten war. Der Gruß „Ruhm dem Führer“ (Woschdewi Slawa) wurde bewusst nicht übernommen, weil dieser für Melnyk entworfen worden war. Zu verpflichtende Feiertage für den ukrainischen Staat wurden erklärt: der Tag der Einheit am 22. Januar, der Tag der Revolutionshelden am 23. März und der Tag des Kampfes am 31. August.
Die OUN sahen den Überfall auf Polen als Anfang einer Befreiung durch die Deutschen. Die Wehrmacht formierte 1940 in den besetzten polnischen Landen aus OUN-B-Angehörigen das „Bataillon Nachtigall“ und das „Bataillon Roland“, die beide beim Einmarsch in die Ukraine während des Russlandfeldzuges eingesetzt wurden. Die Bataillone sollten als „Marschgruppen“ (pochidni hrupy) im von Deutschland besetzten Gebiet die Grundlagen für die Verwaltung einer selbständigen Ukraine legen. Nach dem Einmarsch der deutschen Wehrmacht in Lwiw (Lemberg) am 30. Juni 1941 übernahmen von der OUN-B aufgestellte Milizen teilweise die Polizeigewalt. Vor ihrem Rückzug hatten die Sowjets in Lwiw mehrere tausend Gefangene ermordet. Diese Taten wurden durch die NS-Propaganda den Juden zur Last gelegt. Hierauf kam es in Lwiw und anderen Orten zu Pogromen gegen die jüdische Bevölkerung. An diesen waren maßgeblich die von der OUN-B geführten Milizen beteiligt. Diese bereiteten auch durch Verhaftungen die Massenerschießung von 3000 Juden durch die Einsatzgruppe C der deutschen Sicherheitspolizei am 5. Juli 1941 vor.
Am 30. Juni 1941 proklamierte die OUN-B in Lwiw die Unabhängigkeit der Ukraine und bildete eine Regierung unter Jaroslaw Stezko. Während die Wehrmacht die Aktivitäten der OUN-B zunächst tolerierte, wurden Jaroslaw Stezko und Stepan Bandera bereits eine Woche später von der SS verhaftet und im September 1941 als „Schutzhäftlinge“ in das KZ Sachsenhausen gebracht. Nach Stezkos Verhaftung war dessen Stellvertreter Lew Rebet einige Zeit Ministerpräsident, wurde jedoch ebenfalls, nachdem er sich geweigert hatte, das Gesetz zur Wiederherstellung des ukrainischen Staates aufzuheben, mit weiteren Regierungsmitgliedern von der Gestapo verhaftet und im KZ Auschwitz inhaftiert.
Nazideutschland hatte andere Pläne mit der Ukraine: Sie wurde in das Generalgouvernement (Polen und Ostgalizien) und das Reichskommissariat Ukraine aufgeteilt. Später wurde auch die OUN-UPA von den deutschen Besatzern verboten. Auch verteilte die Wehrmacht Flugblätter, auf denen Bandera als Agent Stalins bezeichnet wurde. Umgekehrt belegt ein Zitat aus einem 1942 veröffentlichten Flugblatt der OUN-B die Distanzierung der Organisation von der deutschen Besatzungsmacht: „Wir wollen nicht für Moskau, die Juden, die Deutschen und andere Fremde arbeiten, sondern für uns.“
Der Reichsführer SS Heinrich Himmler machte in seinem rassistischen Größenwahn keinen Unterschied zwischen Ukrainern und anderen Slawen, und Hitler hielt letztere für „genauso faul, unorganisiert und nihilistisch-asiatisch … wie die Großrussen“, während OUN-Theoretiker nachzuweisen versuchten, dass die Ukrainer keine Slawen, sondern Nachkommen einer „autochthonen Bevölkerung“ seien.
Reichskommissar Koch und seine Unterführer, aber auch Stellen der Wehrmacht betrieben eine brutale Ausbeutungspolitik. Die Kolchosen aus der Sowjetzeit wurden beibehalten und ihre Ablieferungsquoten erhöht, über 1 Million Ukrainer als Zwangsarbeiter nach Deutschland verschleppt. Vor Kolchosenarbeitszwang und „Fremdarbeiter“-Rekrutierung flohen viele Ukrainer in die Wälder und bildeten erste nationalistische Partisaneneinheiten in Polesien und Wolhynien. Zum Jahresbeginn 1943 beschloss die OUN-B, sich an die Spitze dieser Partisanen zu setzen. Im März rief die Organisation die Mitglieder der Ukrainischen Hilfspolizei auf, sich den Partisanen anzuschließen. Rund 5000 der 12.000 Hilfspolizisten kamen dem nach. Sie wurden zum Kern der Ukrainischen Aufstandsarmee (UPA) unter der Führung der UON-B. Diese errang mit geschätzten 40.000 bis 100.000 Kämpfern die Kontrolle über Teile Wolhyniens und Polesiens, wobei die dortige polnische Zivilbevölkerung gezielten Massakern zum Opfern fiel, was wiederum zu schweren Kämpfen mit der polnischen Heimatarmee führte (siehe Polnisch-Ukrainischer Konflikt in Wolhynien und Ostgalizien).
Darauf beschränkten die Menschheitsverbrechen der OUN-B[andera] sich jedoch nicht. Ihr militärischer Arm, die UPA, massakrierte auch „Zigeuner, Moskowiter, Juden und anderes Gesindel“, war beteiligt an Verbrechen deutscher Einheiten und beging selbst welche.
Die OUN-M begrüßte die Bildung der ukrainischen SS-Freiwilligen-Division „Galizien“ im Sommer 1943. Die OUN-B kämpfte hingegen nach ihren Verlautbarungen mit gleicher Intensität gegen deutsche wie auch sowjetische Besatzer, im August 1943 formulierte sie ein Programm, das versuchte, Nationalismus mit demokratischen Elementen zu verbinden. Zeitweilig forderte dann auch die OUN-B ihre Anhänger auf, sich der SS-Division anzuschließen, allerdings nur aus taktischen Erwägungen, damit sie dort eine militärische Ausbildung erhielten. Andererseits sind Kampfhandlungen der UPA auch gegen deutsche Truppen belegt. So fanden im Sommer 1944 heftige Gefechte zwischen Wehrmacht, Roter Armee und OUN/UPA um die Kontrolle der Karpatenpässe statt. Im Oktober 1944 wurden die meisten ukrainischen Nationalisten aus den deutschen KZs entlassen.

## Nachkriegszeit

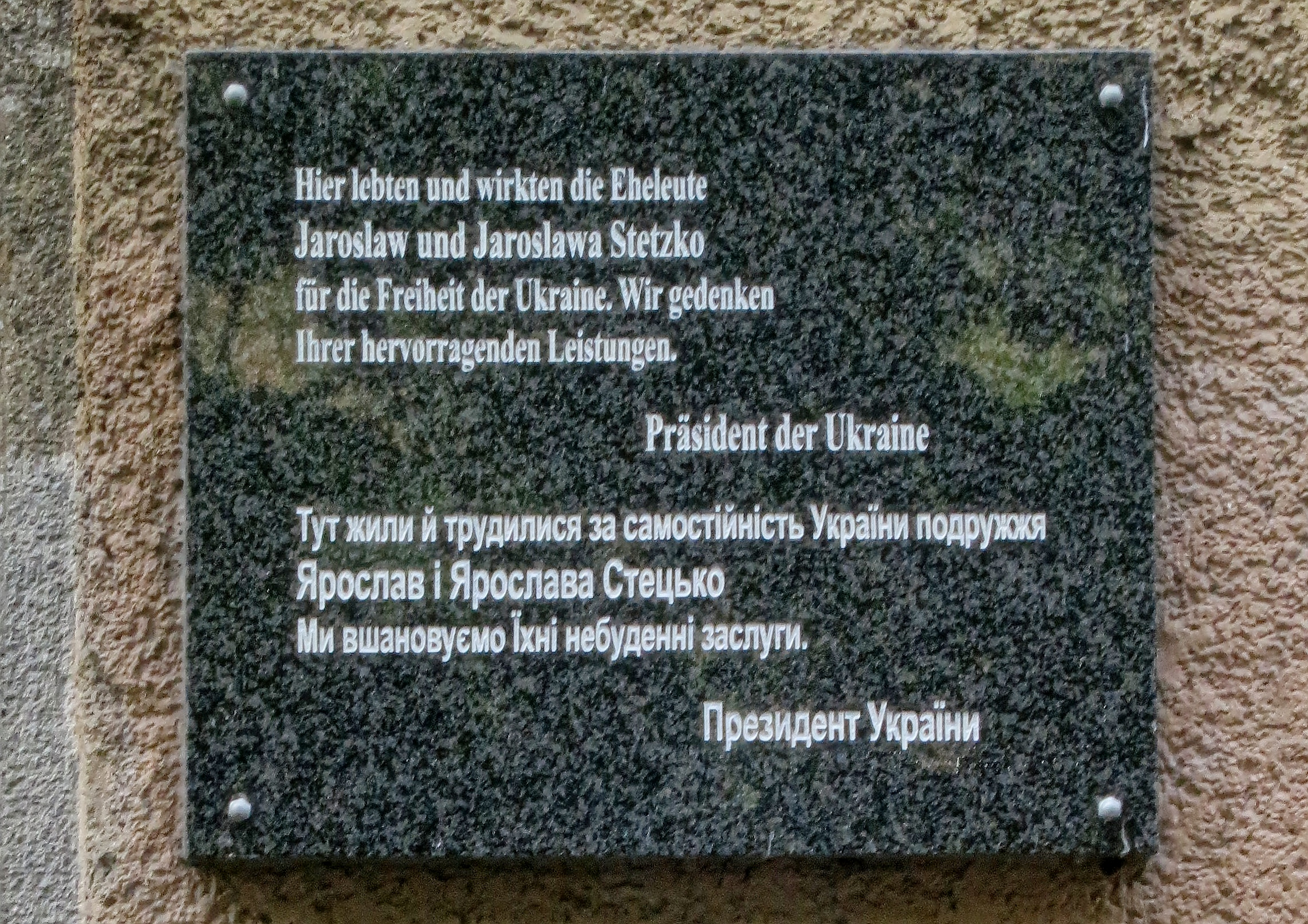
Vom damaligen ukrainischen Präsidenten Wiktor Juschtschenko veranlasste Gedenktafel an der Zeppelinstraße 67 in München für Jaroslaw und Jaroslawa Stezko. Hier befand sich auch das Verlagshaus der OUN

In den Lagern der Displaced Persons in Westdeutschland, meist ehemalige Zwangsarbeiter, organisierten die Ukrainer 1945 eine „Zentralvertretung der Ukrainer in Deutschland“, die von Vertretern der OUN-B geführt wurde. Die genaue Zahl der bei Kriegsende in Deutschland befindlichen Ukrainer ist unbekannt, seit 1948 wurden jedoch nach Zahlen der „International Refugee Organisation“ 114.000 Ukrainer in westliche Länder umgesiedelt. Zahlreiche ehemalige Mitglieder der Organisation Ukrainischer Nationalisten schlossen sich im amerikanischen Exil in der Organisation Ukrainian Congress Committee of America zusammen, welches bis in die Gegenwart politisch aktiv ist. Die Auseinandersetzungen über die Orientierung der OUN auf autoritäre oder demokratische Ziele ging in der Emigration weiter, die OUN spaltete sich hierüber in mehrere Gruppen. Wieweit die OUN antisowjetische Partisanen, die bis Anfang der 1950er Jahre in der Ukraine aktiv waren, beeinflusste, ist unbekannt.
Zum Zentrum der Nachkriegsemigration wurde zunächst München, wo eine „Ukrainische Freie Universität“ gegründet wurde. Auch die älteste wissenschaftliche Gesellschaft der Ukraine, die „Ševčenko-Gesellschaft“, wurde fortgeführt; heute in Sarcelles/Frankreich. Stepan Bandera wurde 1959 in München von einem sowjetischen Agenten ermordet. Während der Zeit des Kalten Kriegs wurden die Exilkräfte der OUN nach Angaben des Historikers Per Anders Rudling durch die amerikanische CIA unterstützt. Die ausländischen Einheiten der OUN (Zakordonni Chastyny OUN; Закордонний Частини ОУН) begannen ab 1945, ihr Zentrum in München aufzubauen. Zunächst zogen die Zakordonni Chastyny OUN in das Gebäude Dachauer Straße 9 und später in die Lindwurmstraße 205. 1954 wurde im Haus Zeppelinstraße 67 das neue Büro eröffnet, wo ein Verlagshaus im Untergeschoss gegründet wurde, in dem unter anderem die Zeitung Schljach Peramohi gedruckt wurde.
Nach dem Krieg wurde unter Führung der OUN der Antibolschewistische Block der Nationen (ABN) in München am 16. April 1946 von der Auslands-Sektion (Zch OUN) der OUN unter Stepan Bandera gegründet. Das Ziel des Zusammenschlusses internationaler Exilgruppen der Sowjetunion im ABN war die Zerschlagung der Sowjetunion. Seinen Sitz hatte die Organisation in München, zunächst in der Dachauer Straße 9, ab 1954 in der Zeppelinstraße 67. ABN und OUN waren untrennbar miteinander verbunden. Stepan Bandera führte die OUN, während sein Stellvertreter Jaroslaw Stezko den ABN leitete. Stezko wurde 1968 auch Führer der OUN und blieb zugleich Präsident des Antibolschewistischen Blocks der Nationen. Der ABN arbeitete eng mit den westlichen Geheimdiensten zusammen.
→ Hauptartikel: Antibolschewistischer Block der Nationen
Etwa 40.000 UPA-Angehörige ließen sich im Gebiet der Karpatenukraine von der Roten Armee überrollen und begannen nach 1945 in der Westukraine einen blutigen Guerillakrieg, dem nach Einschätzung der CIA bis 1951 etwa 35.000 Menschen zum Opfer fielen. Die terroristischen Operationen richteten sich nicht nur gegen Polizeikräfte und kommunistische Parteifunktionäre, sondern auch gegen die Zivilbevölkerung, darunter vor allem die überlebenden Juden. Der Guerillakrieg wurde ab 1949 von der CIA unterstützt, die bis 1953 etwa 75 Exilukrainer per Fallschirm in der Ukraine absetzte; auch der britische SIS beteiligte sich im Jahre 1951 an diesen Aktionen. Die Sowjetunion legte 1957 vor der UNO gegen diese Operationen formell Protest ein.
1947 koordinierten die Sowjetunion, Polen und die Tschechoslowakei die Bekämpfung der UPA-Guerillas in ihren Grenzgebieten. Nachdem der UPA-Anführer Roman Schuchewytsch am 5. März 1950 in der Nähe von Lemberg von Polizeieinheiten gestellt und erschossen wurde, verlor der Guerillakrieg an Dynamik und wurde bis 1953 niedergeschlagen.
Die OUN soll auch mit terroristischer Gewalt gegen die Zwangsvereinigung der ukrainischen Katholiken mit der Russisch-Orthodoxen Kirche 1946 vorgegangen sein. So wurde am 28. September 1948 einer der Hauptbefürworter, Protopresbyter Dr. Gabriel Kostelnik, von einem ukrainischen Attentäter erschossen. Die Sowjetbehörden beschuldigten die OUN, das Attentat in Auftrag gegeben zu haben, namentlich die OUN-Anführer Stepan Bandera, Jaroslaw Stezko, Mykola Lebed und Ivan Hrynioch (1941 Feldgeistlicher der berüchtigten Wehrmachteinheit Bataillon Nachtigall).
Die Eigenstaatlichkeit und Demokratisierung der Ukraine wurde schließlich nicht durch die Tätigkeit der OUN verwirklicht, sondern im Zuge des Zerfalls der Sowjetunion durch eine heterogen zusammengesetzte Koalition zivilgesellschaftlicher Kräfte. Als Nachfolgeorganisation der OUN in der postsowjetischen Ukraine versteht sich der Kongress Ukrainischer Nationalisten.

## Dekalog der OUN
Im Jahr 1929 wurden die Zehn Gebote des ukrainischen Nationalisten – der sogenannte „Dekalog“ (ukrainisch Декалог ОУН) – von Stepan Lenkawskyj als Kernprogramm der OUN angenommen. Die ursprüngliche Formulierung von Lenkawskyj wurde jedoch entschärft. Jedes Mitglied der OUN sollte den Dekalog auswendig wissen.
1. Du wirst den ukrainischen Staat erkämpfen oder im Kampf für ihn sterben.
2. Du wirst niemandem erlauben, den Ruhm und die Ehre deiner Nation anzuschwärzen.
3. Erinnere an die großen Tage unserer Befreiungskämpfe.
4. Sei stolz darauf, dass du der Erbe des Kampfes für den Ruhm des Trysub von Wolodymyr bist.
5. Räche dich für den Tod der großen Ritter.
6. Sprich nicht über die Sache mit wem es möglich ist, aber mit wem es notwendig ist.
7. Du sollst nicht zögern, die allergefährlichste Tat zu begehen, wenn die Sache dies verlangt. (In Lenkawskyjs Originalfassung: „… das allergrößte Verbrechen …“)
8. Begegne den Feinden Deiner Nation mit Hass und Kampf. (In Lenkawskyjs Originalfassung: „rücksichtslosem Kampf.“)
9. Weder Bitten noch Drohungen noch Folter noch Tod werden Dich zwingen, Geheimnisse zu verraten.
10. Du wirst dich bemühen, um die Macht, den Reichtum und den Ruhm des Ukrainischen Staates zu erweitern. (In Lenkawskyjs Fassung: „… selbst durch Versklavung von Fremden …“)[64]

## Historische Einordnung und Beurteilung
Der Historiker Stanley Payne klassifiziert die OUN als rechtsradikal und rassistisch, Andreas Umland klassifiziert die OUN-Ideologie als eine ukrainische Faschismusspielart. Auch der Historiker Frank Golczewski charakterisiert die OUN als faschistische Bewegung. Für den polnischen Historiker Grzegorz Rossoliński-Liebe hat die „extreme und völkermörderische Form des ukrainischen Nationalismus einen faschistischen Kern und sollte als eine Form des europäischen oder ostmitteleuropäischen Faschismus betrachtet werden“. Der kanadische Historiker John Paul Himka, dessen Vater bei der OUN war, hält die OUN als eine Komponente transnationalen Faschismus, hält es aber für „wichtiger, die tatsächliche historische Bilanz der OUN zu untersuchen, als der Bewegung ein Etikett anzuheften“.
Im April 2015 erklärte das ukrainische Parlament Werchowna Rada die Mitglieder der Organisation Ukrainischer Nationalisten zu Unabhängigkeitskämpfern.